# Evangelický hřbitov v Oldřichovicích
Evangelický hřbitov v Oldřichovicích u Třince na Frýdeckomístecku se nachází v západní části obce, severně od dolní stanice lanové dráhy na Javorový (1032 m n. m.). Má rozlohu přibližně 5000 m².

## Historie
Hřbitov byl založen již roku 1785; patřil tak k nejstarším evangelickým hřbitovům, které nebyly situovány v místě sídla sboru, resp. pastorátu. Od roku 1804 měl vlastní kostnici a roku 1886 na něm byla politickou obcí postavena hřbitovní kaple; posvěcena byla 1. listopadu 1886. Sloužil pro pohřby evangelíků, katolická obec měla hřbitov u kostela Božího těla v Gutech.
Roku 1946 přešla správa hřbitova pod Místní národní výbor v Oldřichovicích. Roku 1980 byly Oldřichovice přičleněny spolu s dalšími obcemi k Třinci a hřbitov se dostal do majetku města. Slouží všem bez rozdílu náboženského vyznání.
Hřbitovní kaple se zvonicí byla opravována ve třicátých letech 20. století, v říjnu 1953 byla natřena střecha a opravena okna a poslední oprava se uskutečnila roku 2014.
Roku 2019 bylo u hřbitova otevřeno nové parkoviště.
Roku 2022 oznámilo město Třinec záměr rozšířit hřbitov o 387 hrobových míst a vybudovat na něm kolumbária. (sc) Rozšíříme hřbitov v Oldřichovicích. Třinecký zpravodaj, září 2022, s. 7.